# 나스카 (음악 그룹)
나스카(Nazca)는 2001년에 결성된 대한민국의 5인조 음악 그룹이다.

## 활동
나스카는 2001년에 스타맥스미디어에 의해 결성되었으며 레이, 민경, 올리, 정희, 지윤이 보컬을 맡았다. 나스카는 텔레비전 프로그램과 뮤직비디오에서는 컴퓨터 그래픽으로 형상화한 사이버 가수 '나스카'와 함께 6인조 음악 그룹으로 활동한다는 컨셉을 갖고 있었는데 레이가 나스카 부분의 립싱크를 담당했다. 하지만 사이버 가수 나스카가 등장한 비율은 그리 많지 않았다.
나스카는 2001년 3월에 1집 정규 앨범 《Nazca》을 발표했고 타이틀곡 〈Bonaccia (보나세야)〉, 후속곡 〈파란장미〉로 활동했다. 특히 〈보나세야〉는 안다미로의 리듬 게임 《펌프 잇 업 Perfect Collection》에 수록되기도 했다. 하지만 대중들로부터 별다른 인기를 얻지 못하면서 해체되었다.

## 작품

### 음반
- 1집 정규 앨범 《Nazca》 (2001년 3월)

1. 마녀들의 파티
2. Bonaccia (보나세야)
3. Paradise
4. 파란 장미
5. Love Me Tonight
6. No No No
7. 변심
8. Always
9. 비(非) Happy
10. Only For You
11. Bonaccia (Inst.)
12. Paradise (Inst.)